# Super-Kamiokande
Le Super-Kamiokande (Super-K ou SK) est un détecteur de neutrinos construit sous le mont Ikeno au Japon, près de la ville de Hida (préfecture de Gifu). Il est situé à une profondeur de 1000 mètres dans la mine de zinc active de Mozumi, près du village de Kamioka. Le Super-Kamiokande est une installation de l'observatoire de Kamioka géré par l'Institut de recherche sur les Rayons cosmiques (神岡宇宙素粒子研究施設, Kamioka Uchū Soryūshi Kenkyū Shisetsu) de l'université de Tokyo. L'observatoire est géré grâce à une collaboration scientifique internationale rassemblant 180 chercheurs issus de 40 instituts du Japon, des Etats-Unis, de Corée du Sud, de Chine, de Pologne, d'Espagne, du Canada, du Royaume-Uni, d'Italie et de France.
Depuis sa mise en opération en 1996, le Super-Kamiokande est le plus grand détecteur Tcherenkov à eau du monde. Il a été conçu par une équipe dirigée par Masatoshi Koshiba, pionnier de la détection des neutrinos, récompensé en 2002 par le Prix Nobel de physique. Les observations réalisées au Super-Kamiokande ont permis à Takaaki Kajita et Arthur McDonald de détecter en juin 1998 les oscillations des neutrinos atmosphériques, ce qui a conduit à établir que les neutrinos ont une masse très faible mais non nulle. Kajita et McDonald ont reçu en 2015 le Prix Nobel de physique pour cette découverte.

## Origine
En 1987, l'expérience précurseure Kamiokande a mis en évidence par la détection de neutrinos provenant de l'explosion d'une étoile (la supernova SN 1987A, dans le Grand Nuage de Magellan), confirmant la théorie gouvernant les explosions de supernovæ. Son nom provient de Kamioka, le village montagnard où se situe l'expérience, et de NDE, signifiant tour à tour Nucleon Decay Experiment (« expérience de désintégration du nucléon ») puis Neutrino Detection Experiment (« expérience de détection du neutrino »). Pour l'anecdote, ce changement de nom intervint seulement quelques mois avant cette détection.

## Fonctionnement

### Principe
Le but de l'observatoire est d'étudier des particules élémentaires appelées neutrinos et les oscillations qui les gouvernent. Son emplacement dans une mine, en dessous d'une montagne, fournit une bonne protection au bruit de fond que constituent les rayons cosmiques (en majorité des muons au niveau du sol) qui sont arrêtés par cette grande quantité de matière.
Les neutrinos ont la particularité de très peu interagir avec la matière. C'est pourquoi une grande quantité de matière est nécessaire pour permettre de les détecter efficacement. La cible de ce détecteur est constituée par 50 000 tonnes d'eau ultra purifiée contenue dans un réservoir cylindrique en acier. Le neutrino interagit avec un nucléon du noyau d'oxygène. Un nucléon et un lepton sont produits selon une désintégration β. Ce dernier correspond au type de neutrino incident. S'agissant d'une particule chargée allant plus vite que la lumière dans l'eau, le lepton ainsi généré produit un cône de lumière Tchérenkov qui donne des informations sur l'énergie, le type et la direction du neutrino incident. Ce flash de lumière est recueillie par des tubes photomultiplicateurs qui amplifient le signal lumineux et le transforment en signal électrique.

### Construction
Débutées en décembre 1991, les excavations sont achevées en juin 1994 avec la création d'une vaste salle souterraine de 40 m de diamètre sur 58 m de hauteur. Les parois sont entièrement recouvertes de plaques d'acier inoxydable de façon à créer un réservoir étanche de 39,3 m de diamètre sur 41,4 m de hauteur. Les parois internes et externes du réservoir ont ensuite été recouvertes de tubes photomultiplicateurs. La cuve a été remplie par 50 000 tonnes d'eau ultrapure en janvier et février 1991. La première observation a été effectuée le 1er avril 1996 à minuit.

### Tubes photomultiplicateurs
Les parois internes de la cuve sont tapissées par 11 129 tubes photomultiplicateurs (PMT) alignés avec un intervalle de 70 cm. Leur surface photosensible (50 cm de diamètre) est la plus importante au monde pour ce type de détecteur. Le système opto-électronique a été fourni par la société japonaise Hamamatsu Photonics. Leur sensibilité est accrue par l'utilisation de verre mince soufflé artisanalement. La surface cumulée de détection représente 40% de la surface totale des parois internes de la cuve. La cuve doit être privée de toute source lumineuse artificielle pendant les mesures. Toutes les prises de vues montrant l'intérieur de la cuve ont été réalisées pendant des périodes d'entretien et de travaux durant lesquelles un éclairage par des lampes à vapeur de sodium est utilisé afin de ne pas endommager les tubes photomultiplicateurs.
En 2019, du sulfate de gadolinium soluble a été ajouté à l'eau ultra purifiée du Super-Kamiokande afin de pouvoir détecter les neutrons produits par les collisions entre des antineutrinos émis par des supernovas et des protons présents dans les molécules d'eau. Ce projet devrait permettre de détecter quelques neutrinos de supernovas tous les mois.

## Résultats
C'est en 1998 que Super-Kamiokande acquit sa renommée internationale en prouvant le phénomène d'oscillation du neutrino, et donc que ces particules possèdent une masse non nulle. Les neutrinos créés dans le Soleil changent de nature en se propageant jusqu'à la Terre. C'est d'ailleurs pour cette découverte que Masatoshi Koshiba reçut le prix Nobel de physique 2002. Jusqu'en 2005, ce détecteur constituait un élément de l'expérience K2K qui mesura plus précisément les paramètres d'oscillation de ces particules. Mais ce sont cette fois des neutrinos créés et donc contrôlés par l'homme grâce à un accélérateur de particules qui furent étudiés.

## Incident
En 2001, un incident provoqua l'explosion de la moitié des tubes photomultiplicateurs (PMT) de l'expérience (soit plus de 5000). Des échafaudages placés dans le détecteur vidé pour nettoyer les parois avaient provoqué une fragilisation du verre d'un PMT. Lorsque l'on remplit de nouveau le détecteur, à 20 mètres de pression d'eau au-dessus de lui, ce dernier implosa. L'onde de choc provoqua la casse de tous les PMT qui étaient sous le niveau de l'eau, une vraie catastrophe pour l'expérience. Par la suite, on redisposa les PMT rescapés dans le cylindre mais en se contentant d'une surface de détection deux fois plus faible (20 % de la surface totale au lieu de 40 %). En juin 2006, la couverture initiale du détecteur en PMT a été rétablie, ouvrant ainsi la troisième période d'acquisition de l'expérience. Elle sert également de détecteur lointain à l'expérience à faisceau de neutrinos T2K, qui a débuté en 2010.

## Évolution - Hyper-Kamiokande
Depuis les années 2010 existe un projet appelé Hyper-Kamiokande. Ce projet est classé parmi les 28 grands projets prioritaires de l'État japonais. Treize États, de trois continents, participent à ce programme.
Outre les équipes « permanentes » de grandes réunions de coordination, voire d'inauguration ont lieu. À l'occasion de l'inauguration de 2017, le début de la construction  est annoncé pour l'année 2018, avec mise en service vers le milieu des années 2020.
Le site officiel hyperk.org donne des explications (et des schémas) sur ce programme. La taille de la cuve était passée de 3 millions de litres d'eau « très » pure, dans le premier laboratoire Kamiokande, à 50 millions de litres pour Super-Kamiokande. Hyper-Kamiokande utilisera un double cylindre de 2 x 250 mètres de long (toujours de 40 m x 40 m, et toujours à 600 m de profondeur) pour réduire l'impact « parasite » des rayonnements cosmiques. Sa capacité serait accrue, après un facteur 10 initial, de 20 fois, soit 100 millions de litres de cette eau de grande pureté, cette capacité s'accompagnant  de la croissance proportionnelle du nombre de capteurs.
Enfin, pour donner un ordre de grandeur de la masse d'une barrière de plomb qui permettrait une captation « neutrinale » classique, à au moins 68 % (sans les nombreuses approximations et « astuces » déployées par ces labos), celle-ci est estimée à un chiffre de l'ordre de l'année-lumière en épaisseur[réf. souhaitée].

### Articles Connexes
- CERN Neutrinos to Gran Sasso